# 宮島渡輪

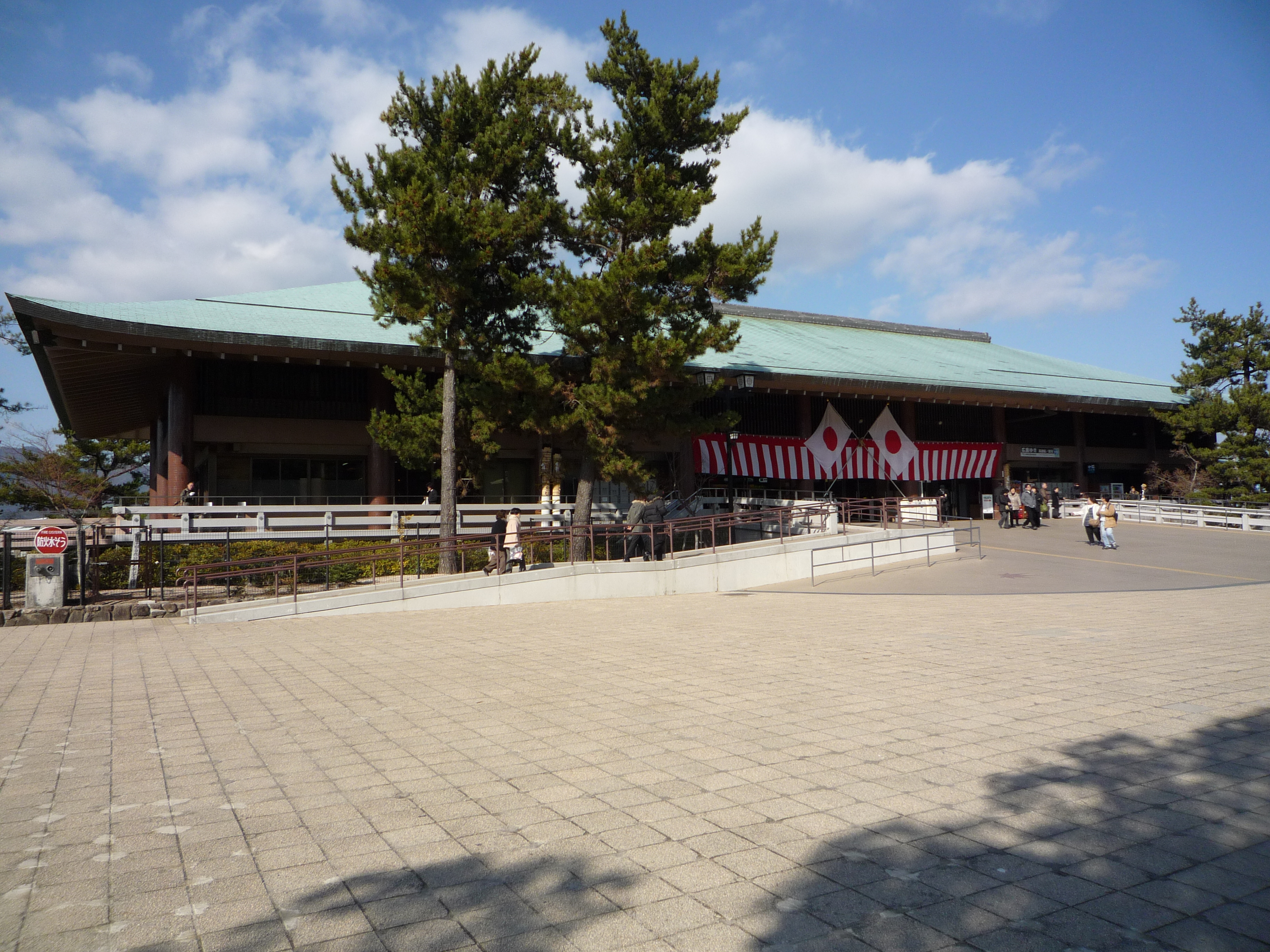
造型猶如日式宮殿的宮島渡輪站

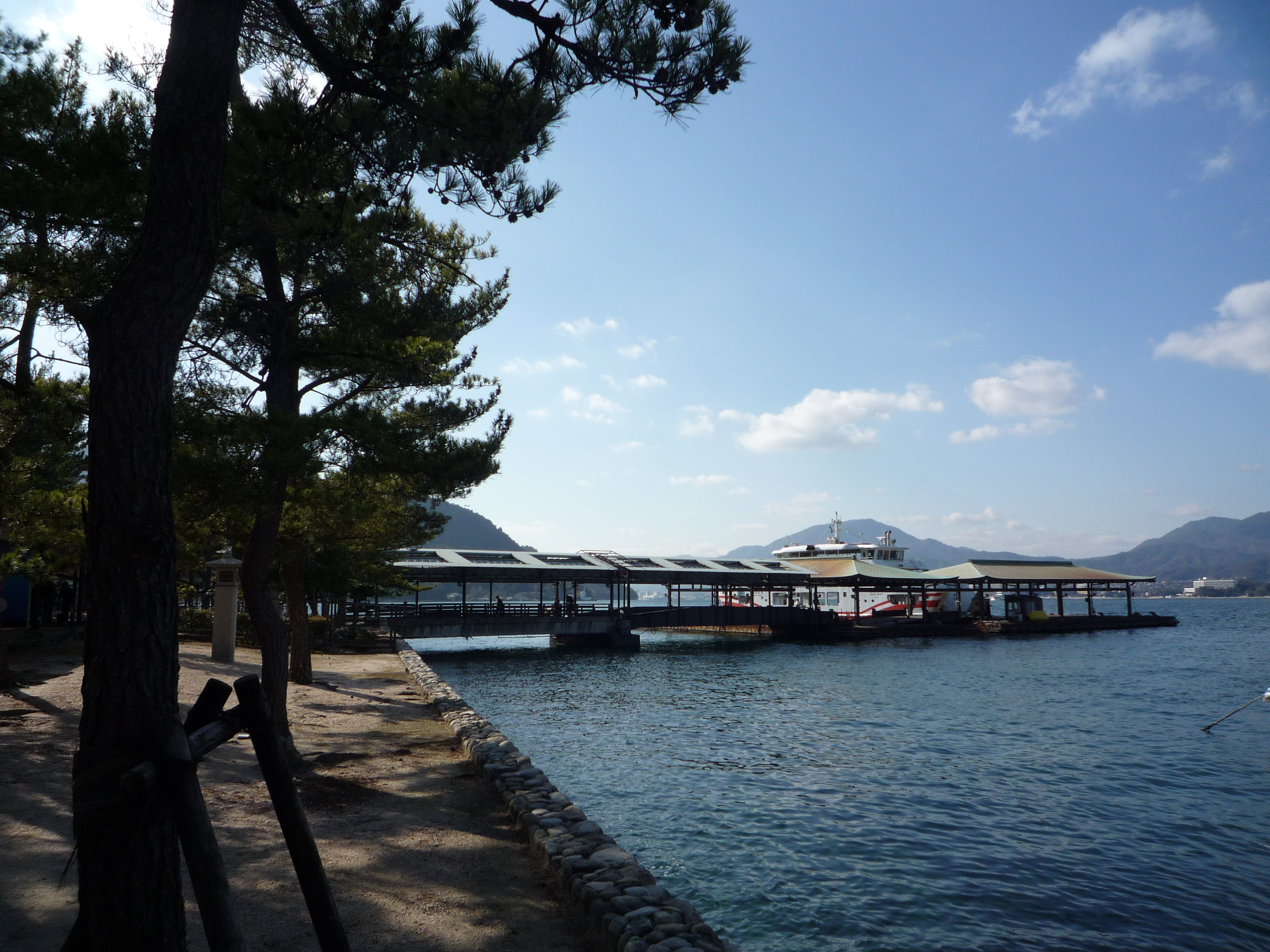
宮島渡輪站的碼頭

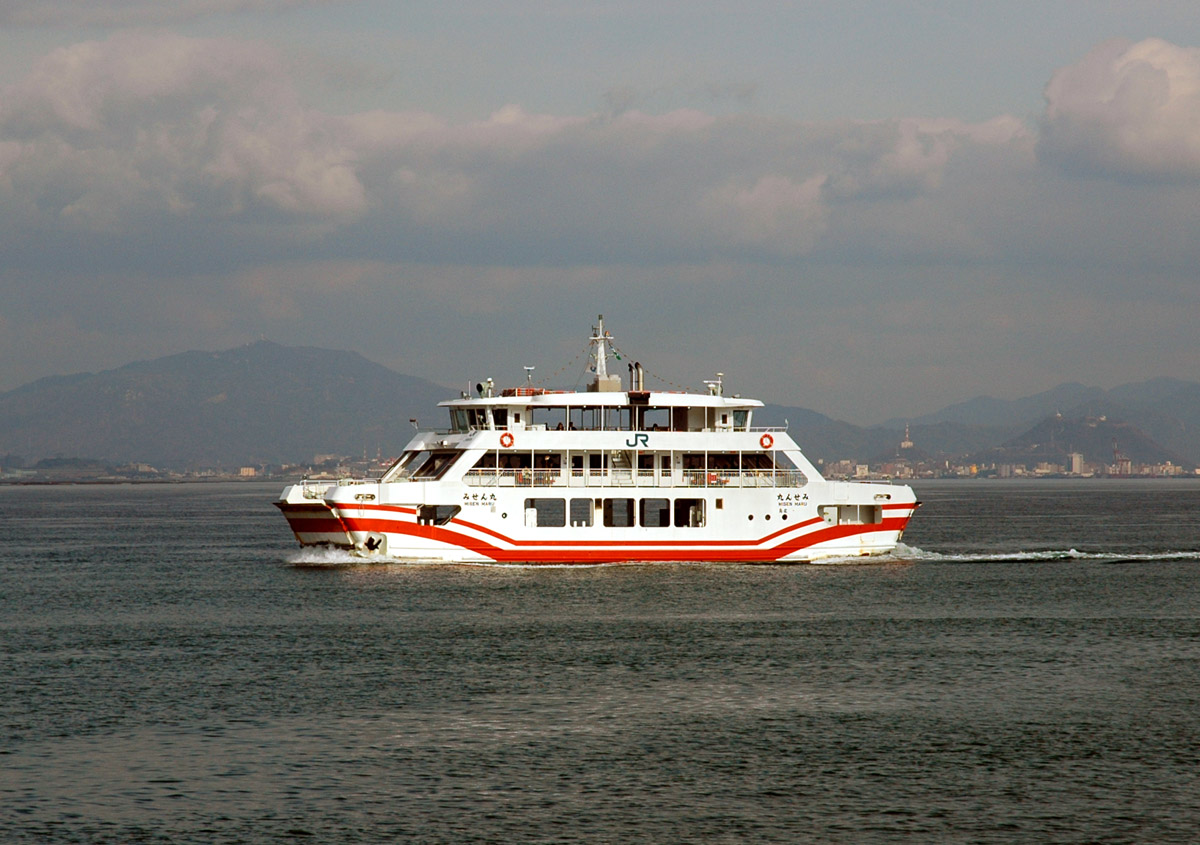
彌山丸號

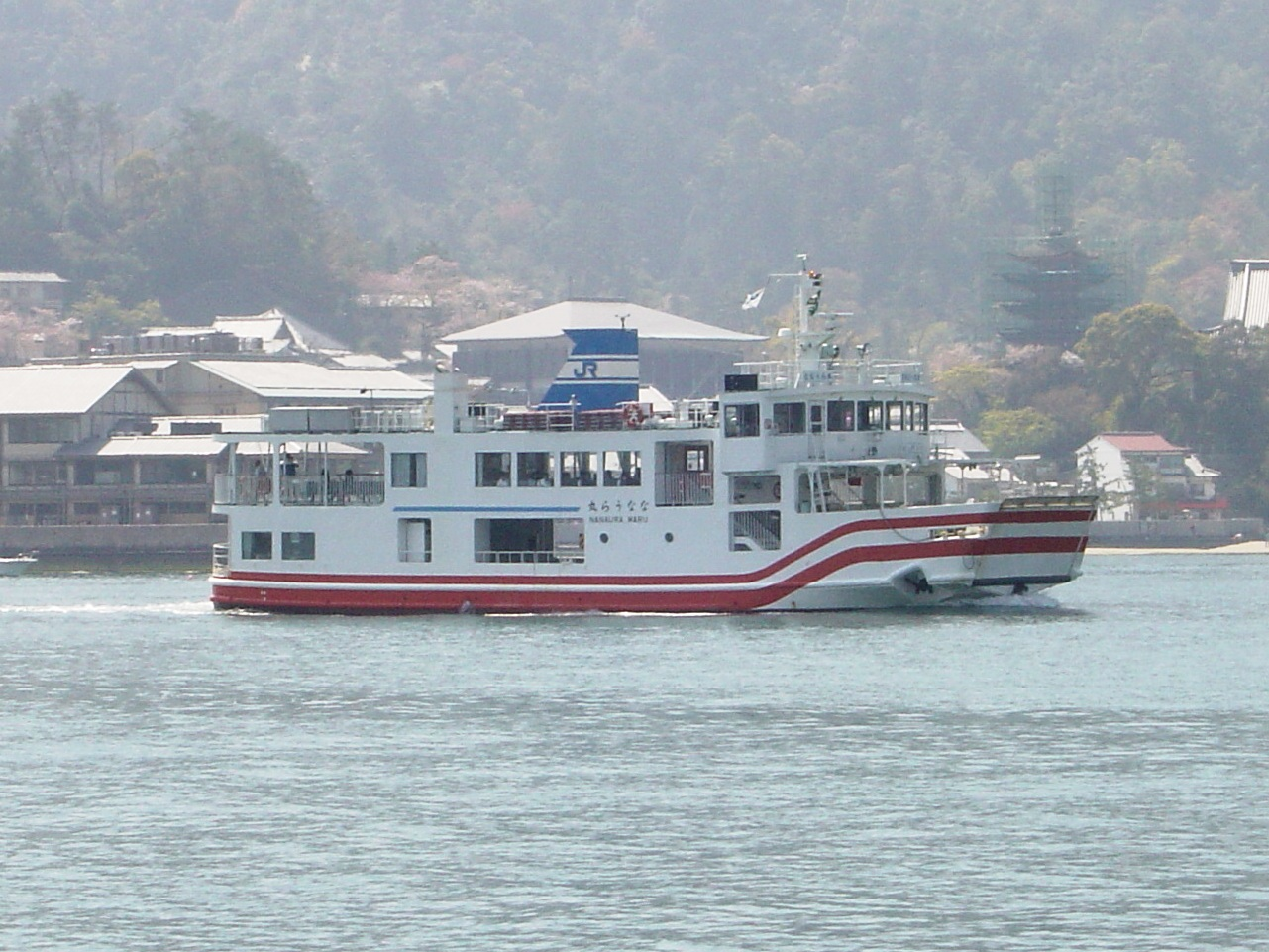
已經在2016年11月時除役的第二代七浦丸號。攝於2005年4月時。

宮島渡輪（日语：／ miyajima renrakusen */?）是一條由西日本旅客鐵道（JR西日本）全資子公司JR西日本宮島渡輪所經營的的渡輪航線，負責連絡本州島本土與瀨戶內海內的離島——嚴島（宮島）。宮島連絡船除了是該島居民主要的進出交通線外，每年也有大量的海內外旅客會搭乘渡輪，以便前往參訪被譽稱為「日本三景」之一的「安藝之宮島」，與嚴島神社著名的海上大鳥居。渡輪的正式路線名是宮島航路，但跟過去日本國鐵曾經擁有過的許多航路路線、都是以火車渡輪為主的營運型態不同，宮島航路是單純只能搭載人員與車輛的一般渡輪，從來就沒有實際進行過鐵路列車的接駁。

## 航線與渡輪站
宮島連絡船的航線起迄點都位於廣島縣廿日市市的境內，分別是與JR西日本宮島口車站併設的宮島口棧橋（碼頭），與位在宮島上、和宮島松大汽船所共用的宮島棧橋（宮島渡輪站）。雖然在名義上宮島連絡船只有一條航線，但在實務上渡輪卻有兩種不同的行駛路徑，其中包括直接行駛直線、以最短距離銜接起迄碼頭的「通常便」船班，但在白天時段，從宮島口碼頭啟程的「大鳥居便」船班會故意繞遠路行駛到嚴島神社知名的海上大鳥居近處，以方便遊客能在近距離內觀賞鳥居，也是遊客唯一能在近處看到大鳥居背面的機會。
宮島航路與松大汽船所屬的航路都是廣島縣道43號嚴島公園線的一部份，這是一條自國道2號分岔而出（分岔點就位在JR宮島口車站正面）、經過宮島航路延伸到宮島島上北岸的一條地方性道路。
| 站名   | 營業里程 | 轉乘路線                                                |
| ------ | -------- | ------------------------------------------------------- |
| 宮島口 | 0.0      | 西日本旅客鐵道：山陽本線 廣島電鐵：宮島線（廣電宮島口） |
| 宮島   | 1.0註    |                                                         |

註：宮島口與宮島碼頭之間雖然實際航線距離約有2公里，但為了平衡與宮島松大汽船之間的船資費用，因此在營業里程上只當1公里來計算。

## 船隊
宮島航路擁有一個由三艘渡輪所組成的船隊。其中，2006年時才加入的第四代宮島丸是一艘使用了許多先進技術打造、甚至獲得2006年年度風雲船隻（Ship of The Year 2006）小型客船部門獎項的新船，包括以電力推進、擁有寧靜的航行品質，船身採雙體雙頭設計，穩定性勝過傳統設計的渡輪。三艘渡輪皆可同時搭載乘客與小型車輛。
| 船名               | 用途     | 總噸數 | 服役       | 備註     |
| 七浦丸（），第三代 | 客用渡輪 | 275噸  | 2016年11月 |          |
| 彌山丸（），第四代 | 客用渡輪 | 218噸  | 1996年4月  |          |
| 宮島丸（），第四代 | 客用渡輪 | 254噸  | 2006年5月  | 電力驅動 |

## 外部連結
- JR西日本宮島渡輪（页面存档备份，存于）（日語）